# Pont-Trambouze
Pont-Trambouze è una località appartenente al comune francese di Cours, situato nel dipartimento del Rodano della regione Alvernia-Rodano-Alpi.

## Storia
Pont-Trambouze è stato un comune indipendente fino al 1º gennaio 2016, quando si è fuso con i comuni di Cours-la-Ville e Thel per formare il nuovo comune di Cours.

## Società

### Evoluzione demografica
Abitanti censiti